# Stott Highway

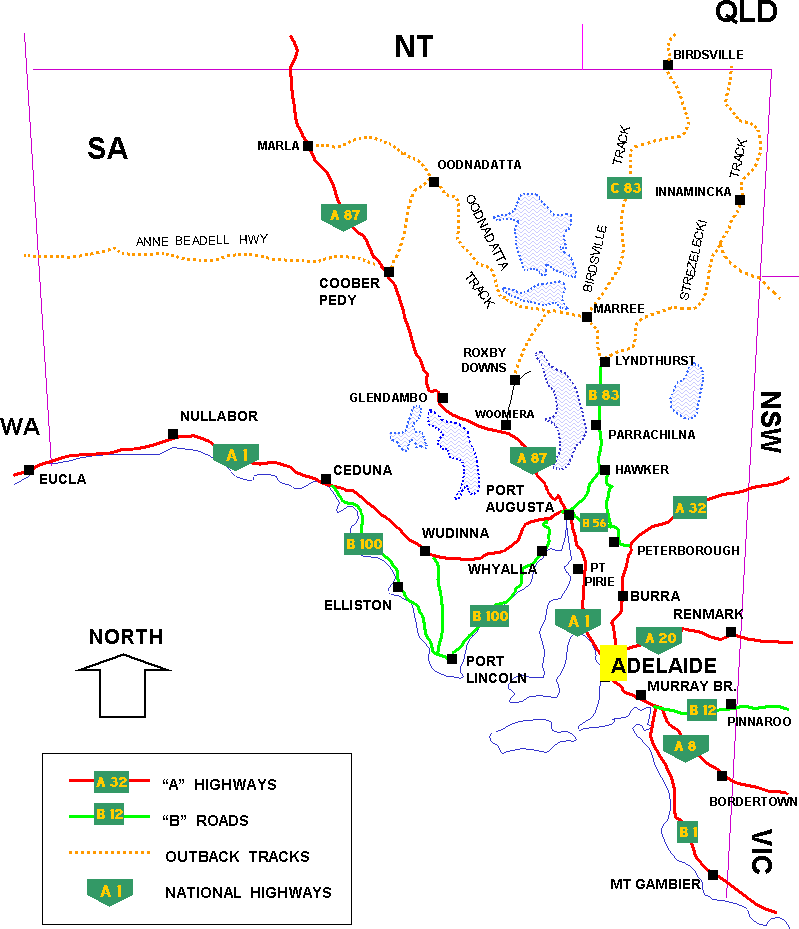
Réseau routier entre les Villes d'Australie-Méridionale

La Stott Highway est un axe routier d'Australie-Méridionale qui relie Angaston (Yalumba Terrace) à l'autoroute de Karoonda Highway (en). Il fut créé après que les conseils locaux eurent demandé le changement de nom de la route B55.
La Stott Highway au départ d'Arganston traverse les villes de Keyneton, South Australia (en), Sedan, Murray River, Murray Bridge, Maggea, Naidia, Swan Reach, Wunkar et Loxton au terminus.

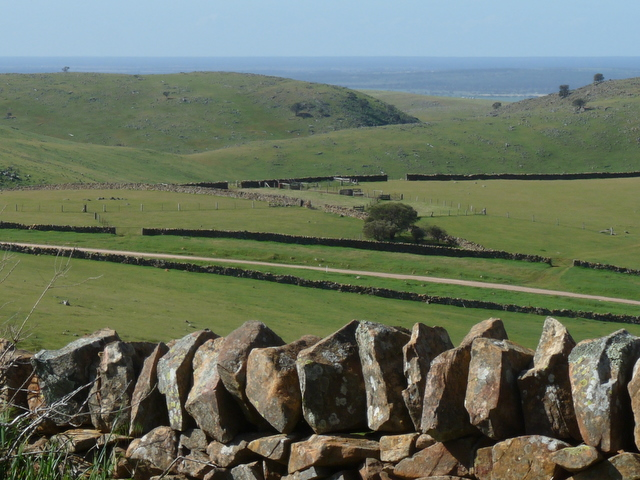
Keyneton, murs en pierres sèches

La route a été nommée en hommage à Tom Stott (en), en 2008, qui fut l'un des pionniers de la région, né le 6 juin 1899, et décédé le 21 octobre 1976, à avoir été élu au parlement de l'État. Tom Cleave Stott CBE a toujours montré un grand intérêt pour les problèmes auxquels étaient confrontés ses collègues producteurs de blé.

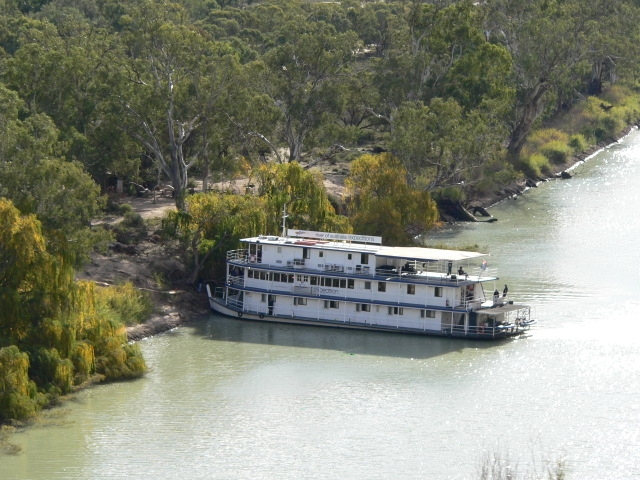
Watercraft sur la rivière Murray.

## Intersections principales
| N° Ordre | Conseil                     | Ville                           | Distance en km | Distance en Mi | Correspondance                                       |
| -------- | --------------------------- | ------------------------------- | -------------- | -------------- | ---------------------------------------------------- |
| 1        | Conseil de Barossa          | Angaston                        | 0              | 0              | Eden Valley Road – Angaston , Mount Pleasant         |
| 2        | Conseil du Mid Murray       | Sedan, Gare d'origine Pallamana | 27             | 17             | Halfway House Road / Ridley Road – Mannum,           |
| 3        | Conseil du Mid Murray       | Swan Reach                      | 56             | 35             | Murray River (ferry)                                 |
| 4        | Conseil du Mid Murray       | Swan Reach                      | 57             | 35             | Chemin Hunter –Blanchetown , Mannum,                 |
| 5        | District de Loxton Waikerie | Loxton                          | 144            | 89             | Kingston Road – Kingston-on-Murray, Waikerie, Loxton |